# سباستياني باسكت رييتي
سباستياني باسكت رييتي (بالإيطالية: Nuova A.M.G. Sebastiani Basket Rieti)‏ كان فريق كرة سلة إيطالي للمحترفين تأسس في سنة 1998 يقع في نابولي، كامبانيا. لعب في ليغا باسكيت الدرجة الأولى. تم حل النادي في سنة 2010.